# آدام وینگارد
آدام وینگارد (انگلیسی: Adam Wingard؛ زادهٔ ۳ دسامبر ۱۹۸۲) یک کارگردان، فیلم‌بردار، فیلم‌نامه‌نویس، تدوین‌گر، و هنرپیشه اهل ایالات متحده آمریکا است.

## فیلم‌شناسی
| سال  | توضیحات                        | Notes                                                       |
| ---- | ------------------------------ | ----------------------------------------------------------- |
| ۲۰۰۴ | کوچولو                         | فیلم کوتاه                                                  |
| ۲۰۰۵ | دوست دختر                      | فیلم کوتاه                                                  |
| ۲۰۰۷ | خانه بیمار                     |                                                             |
| ۲۰۰۷ | ۱۰۰۰ سال خواب                  | فیلم کوتاه                                                  |
| ۲۰۰۷ | جمجمه پاپ                      | همچنین بازیگر، نویسنده و تهیه‌کننده                          |
| ۲۰۰۸ | لورا پانیک                     | فیلم کوتاه                                                  |
| ۲۰۰۸ | پارادوکس مری                   | فیلم کوتاه                                                  |
| ۲۰۰۸ | خواهر کوچولو رفت               | فیلم کوتاه                                                  |
| ۲۰۰۹ | نام او لورا پانیک است          | فیلم کوتاه                                                  |
| ۲۰۱۰ | یک راه وحشتناک برای مردن       |                                                             |
| ۲۰۱۱ | خوداروتیک                      | دستیار کارگردان به‌همراه جو سوانبرگ، همچنین نویسنده و بازیگر |
| ۲۰۱۱ | تو بعدی هستی                   |                                                             |
| ۲۰۱۱ |                                |                                                             |
| ۲۰۱۱ | چه سرگم کننده بود              |                                                             |
| ۲۰۱۲ | وی/اچ/اس                       |                                                             |
| ۲۰۱۲ | الفبای مرگ                     |                                                             |
| ۲۰۱۳ | وی/اچ/اس ۲                     | تهیه‌کننده                                                   |
| ۲۰۱۴ | میهمان                         |                                                             |
| ۲۰۱۶ | رانده شده                      |                                                             |
| ۲۰۱۶ | جادوگر بلر                     |                                                             |
| ۲۰۱۷ | یادداشت مرگ                    |                                                             |
| ۲۰۲۱ | گودزیلا در برابر کونگ          |                                                             |
| ۲۰۲۴ | گودزیلا و کونگ: امپراتوری جدید |                                                             |